# جورج-أوليفييه شاتورينو
جورج أوليفييه شاتورينو (بالفرنسية: Georges-Olivier Châteaureynaud)‏ ولد في باريس عام 1947 وهو روائي وكاتب قصة قصيرة فرنسي. حصل على جائزة رينودو الأدبية عام 1982.